# Manche raglan

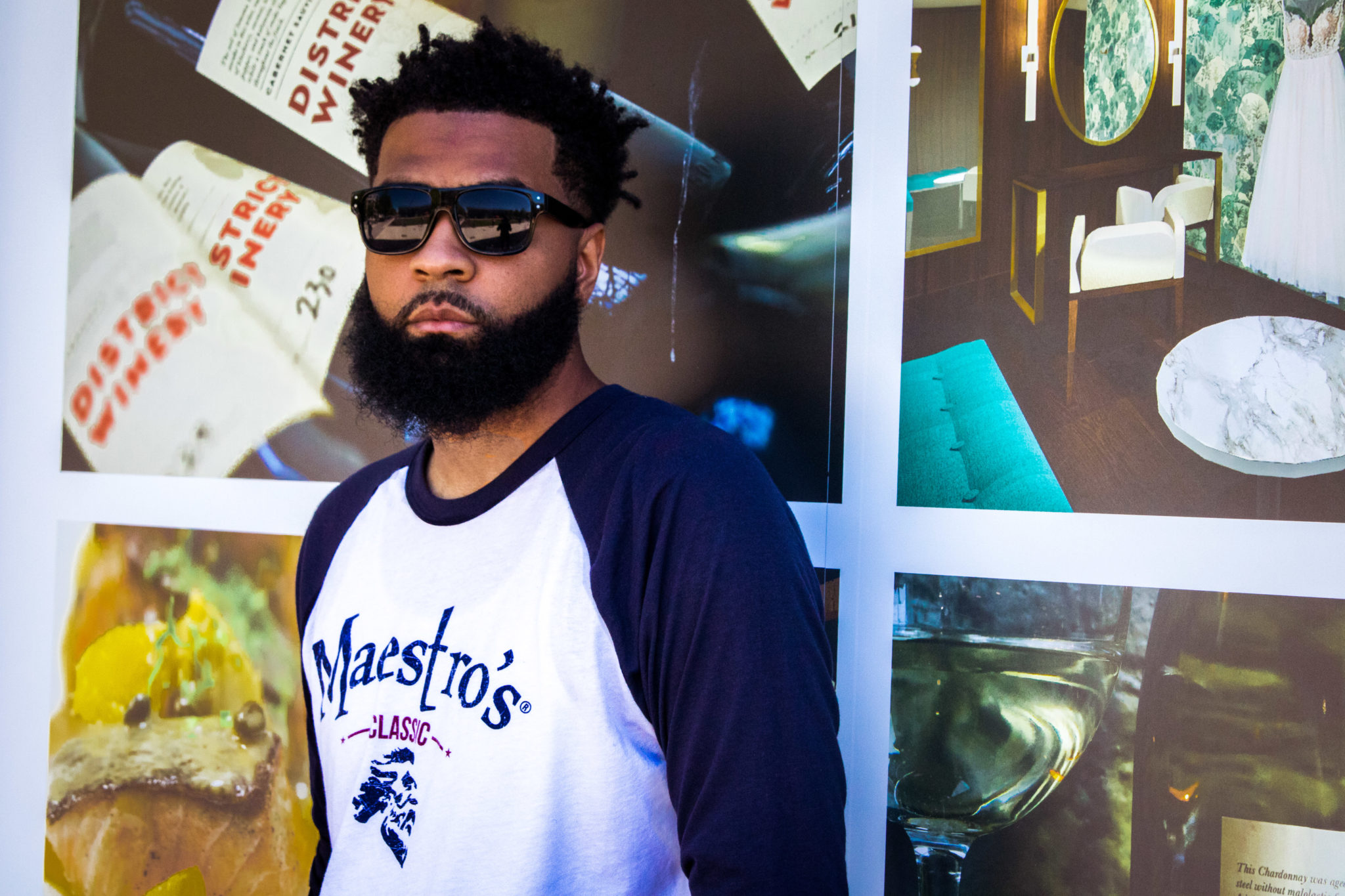
Homme vêtu d'un t-shirt à manches raglan.

Une manche raglan est une manche qui s’étend en une seule pièce jusqu’à l'encolure, laissant une couture diagonale allant des aisselles à la clavicule.  
Elle porte le nom de Lord Raglan, le premier baron Raglan qui aurait porté un manteau avec ce style de manche après la perte de son bras lors de la bataille de Waterloo. La manche Raglan a été inventée par le producteur de manteau Aquascutum pour Lord Raglan afin de lui permettre de se servir de son épée au combat. En effet, elle donne plus de mouvement au porteur à l'inverse de la tête de manche auparavant en place. 
La manche raglan mi-longue est un sous-vêtement populaire (porté sous le maillot) dans les équipes de baseball de la Ligue majeure de baseball. 